# Medico

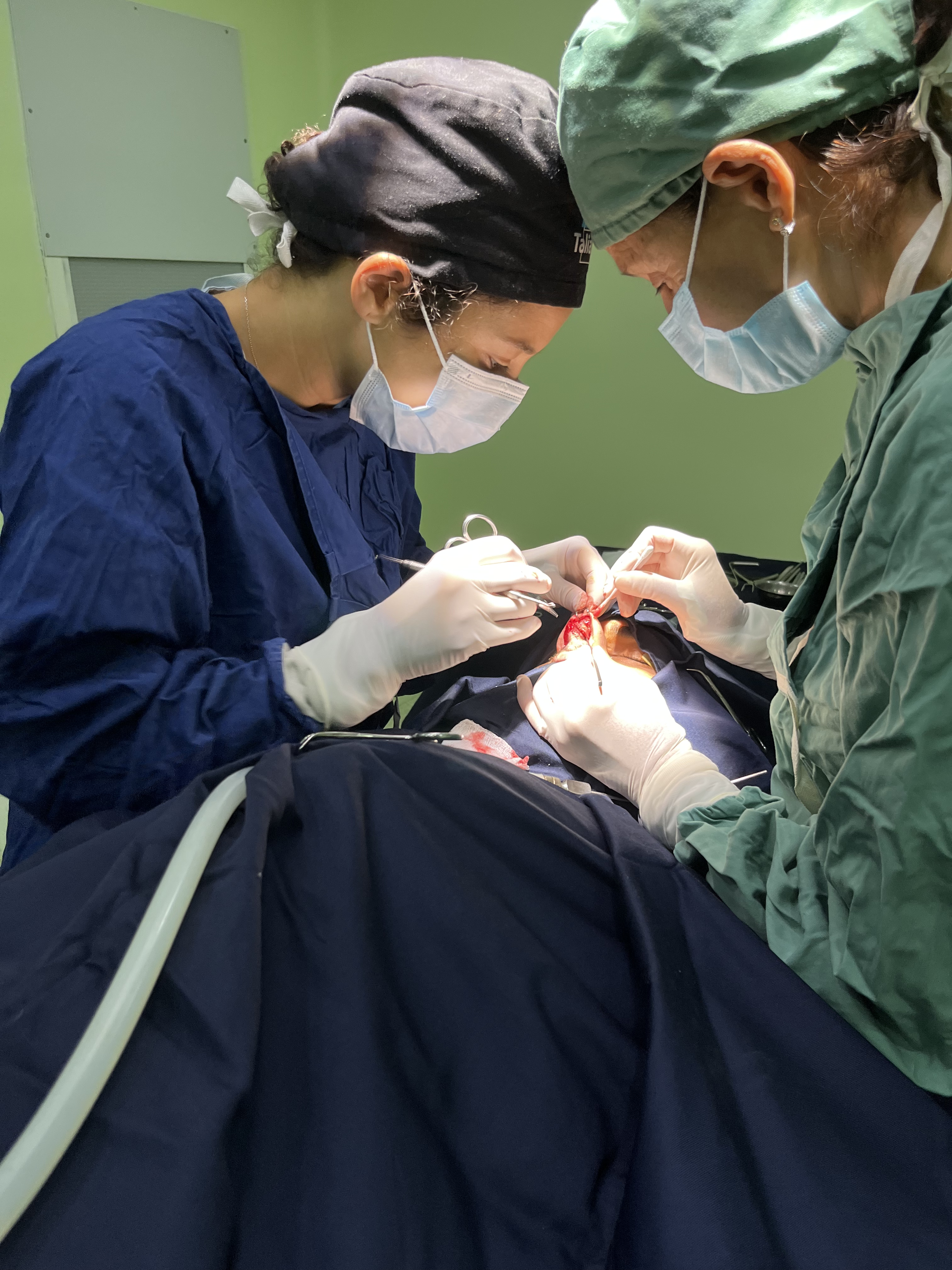
Medici eseguono un intervento chirurgico

Galenou apanta, 1538

Il medico (ufficialmente medico chirurgo, colloquialmente dottore) è il professionista socio-sanitario della medicina che si occupa della salute umana e animale, prevenendo, diagnosticando e curando le malattie. Il termine è estensivo e comprende professionisti della salute umana, chiamati nel linguaggio colloquiale semplicemente medici, e professionisti della salute e del benessere animale, nonché della salute pubblica denominati medici veterinari (nel linguaggio corrente si sintetizza spesso la professione in "veterinario").

## Caratteristiche

### Attività
L'attività del medico può essere in sintesi riassunta nelle seguenti fasi:
- eseguire l'anamnesi o storia clinica;
- diagnosticare disturbi o malattie;
- proporre ed eventualmente eseguire interventi e cure terapeutiche o palliative.

Tutte le fasi dell'attività medica devono essere sottoposte al consenso informato da parte del paziente, salvo quando questi, per la sua situazione, corra immediato pericolo di vita e non sia in grado di esprimerlo.

### Deontologia
Sin dai tempi di Ippocrate di Coo (vedi giuramento di Ippocrate), i medici approvati sono sottoposti a severe regole etiche (la cosiddetta deontologia medica). Per molto tempo la professione del medico fu appannaggio prettamente maschile, e solo in età moderna vi furono donne che cominciarono a praticare la professione. In Italia, la prima donna a conseguire una laurea in medicina fu Ernestina Paper a Firenze nel 1877.
Al giorno d'oggi la vigilanza sul rispetto delle norma deontologiche è effettuata da ordini professionali (l'ordine dei medici), costituiti in tutti gli stati moderni. In Italia esistono l'"Ordine dei medici-chirurghi e degli odontoiatri" e l'"Ordine dei medici veterinari", che dipendono dal Ministero della giustizia.

### Le specializzazioni mediche
Dopo il conseguimento della laurea è possibile seguire dei corsi di specialità post laurea. Se prima tale specializzazione non era necessaria, attualmente non è più così, essendo del tutto limitate, dal punto di vista contrattuale, le possibilità professionali del medico non specializzato. Anche il medico di medicina generale (o "di famiglia"), per esempio, ha l'obbligo di conseguire un diploma di formazione specifica in medicina generale.
Le specializzazioni sono gestite diversamente tra i vari paesi: per esempio in Francia e Spagna sono organizzate dallo Stato su tutto l'ambito nazionale, mentre in Italia il corso è gestito dalle singole università, lasciando il dialogo con lo Stato al proprio ordine provinciale, mentre in Germania la formazione specialistica si basa su un contratto stipulato tra medico e ospedale.

## Nel mondo

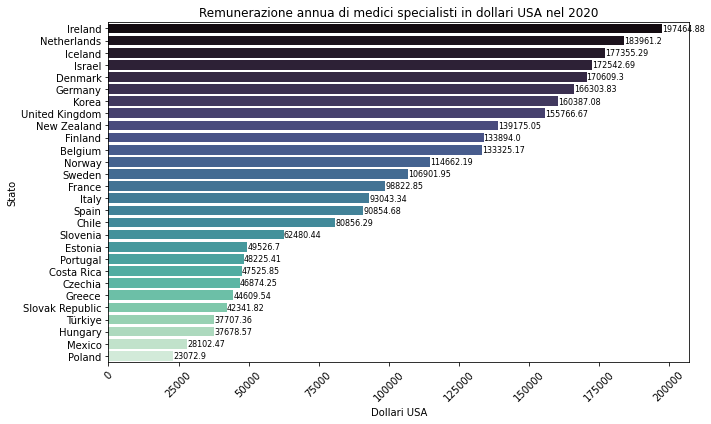
Fonte : [https://stats.oecd.org/index.aspx?queryid=30025 OECD

La formazione e l'esercizio della professione del medico segue percorsi differenti a seconda della legislazione del singolo Paese.

### Italia
Per diventare medico è necessario conseguire apposito diploma di laurea, i corsi di studi sono lauree magistrali a ciclo unico, dati gli aspetti prevalentemente applicativi degli argomenti trattati (lo stesso discorso vale anche per i corsi di studi di odontoiatria, farmacia e chimica farmaceutica), e sono a numero programmato, introdotto - a seguito del gran numero di iscritti alle facoltà universitarie di Medicina e Chirurgia negli anni 1970 - nel 1999 con la considerazione di dover assicurare un livello di formazione adeguato; Le prove d'ingresso sono previste per l'accesso al corso di studio in medicina e chirurgia,medicina veterinaria, odontoiatria e per le professioni sanitarie in Italia; esse sono regolate dal Ministero dell'istruzione, dell'università e della ricerca, che con decreto ministeriale ne stabilisce le modalità e i contenuti.

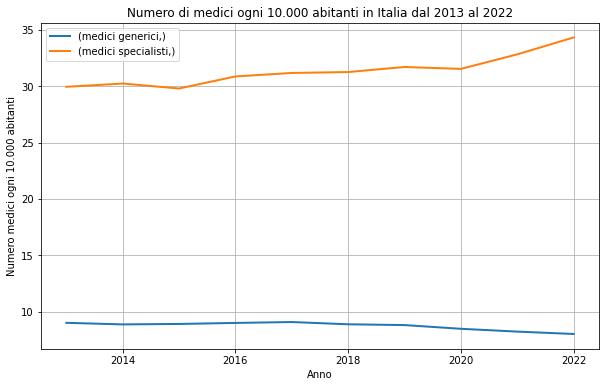
Fonte: [http://dati.istat.it/Index.aspx?QueryId=31546# Istat

I medici sono iscritti in ordini professionali organizzati su base provinciale, i quali fanno capo alla Federazione nazionale degli ordini dei medici chirurghi e degli odontoiatri e alla Federazione nazionale degli ordini dei medici veterinari. Il settore delle specializzazioni mediche ha subito una importante riforma con il decreto legislativo del 17 agosto 1999 n. 368. Oggi gli specializzandi italiani stipulano un contratto di formazione specialistica con l'università presso la quale si stanno specializzando, di durata annuale, da rinnovare ogni anno per la durata del corso di specializzazione.
I medici specializzandi in medicina generale stipulano un contratto con la regione in cui vincono il concorso di formazione e sono giuridicamente dipendenti delle Asl provinciali e degli Ordini dei Medici locali presso i quali sono istituite le scuole di formazione specialistica in medicina generale. Al termine del percorso specialistico i medici acquisiscono il titolo specialisti in medicina generale o medici di medicina generale (medici di famiglia).
Per quanto riguarda la formazione in odontoiatria, in base alla legge 24 luglio 1985, n. 409, per poter esercitare la professione di dentista in Italia, bisogna conseguire una laurea in Odontoiatria e Protesi Dentaria al termine di un corso di studio della durata di 6 anni. Tale professione è però esercitabile anche dai medici-chirurghi che si sono iscritti al corso di laurea in Medicina e Chirurgia prima del 28 gennaio 1980. Per i medici-chirurghi è infatti esistito, fino al 1994, un diploma di specializzazione in Odontostomatologia («Medico chirurgo specialista in Odontostomatologia»). Anche il dentista deve essere iscritto all'ordine dei medici chirurghi e degli odontoiatri.

### Stati Uniti d'America
Negli Stati Uniti d'America la licenza per l'esercizio della professione viene rilasciata dai singoli stati in cui si trova almeno un ateneo facente parte del circuito internazionale World Directory of Medical Schools.